# Lista de topónimos romanos na França
Esta é uma lista das designações romanas de localidades na província da Gália, que corresponde à actual França.
| Nome romano           | Nome actual         |
| --------------------- | ------------------- |
| Acitoduno             | Ahun                |
| Águas Sextias         | Aix                 |
| Avênio                | Avinhão             |
| Arelate               | Arles               |
| Argentorato           | Estrasburgo         |
| Augustobona           | Troyes              |
| Augusta dos Suessiões | Soissons            |
| Augusta dos Tréveros  | Tréveris            |
| Augustórico           | Limoges             |
| Burdígala             | Bordéus             |
| Cenabo Aureliano      | Orleães             |
| Divoduro              | Metz                |
| Durocatalauno         | Châlons-sur-Marne   |
| Durocortoro           | Reims               |
| Durotinco             | Villejoubert        |
| Excingidíaco          | Yssandon            |
| Gesoríaco             | Bolonha-sobre-o-Mar |
| Lugduno               | Lyon                |
| Lutécia dos Parísios  | Paris               |
| Massília/Massália     | Marselha            |
| Narbo Márcio/Narbo    | Narbona             |
| Porto Namneto         | Nantes              |
| Rotômago              | Ruão                |
| Samarobriva           | Amiens              |
| Túsculo               | ?                   |
| Uxelo                 | Ussel               |
| Valência              | Valença do Ródano   |
| Viena Alobrógio       | Vienne              |